# シュリーハリコータ
座標: 北緯13度43分04秒 東経80度12分00秒 / 北緯13.7178度 東経80.2000度
シュリーハリコータ（テルグ語: శ్రీహరికోట、英語: Sriharikota）は、インド南部のアーンドラ・プラデーシュ州のネッルール県にある町である。

## 地理

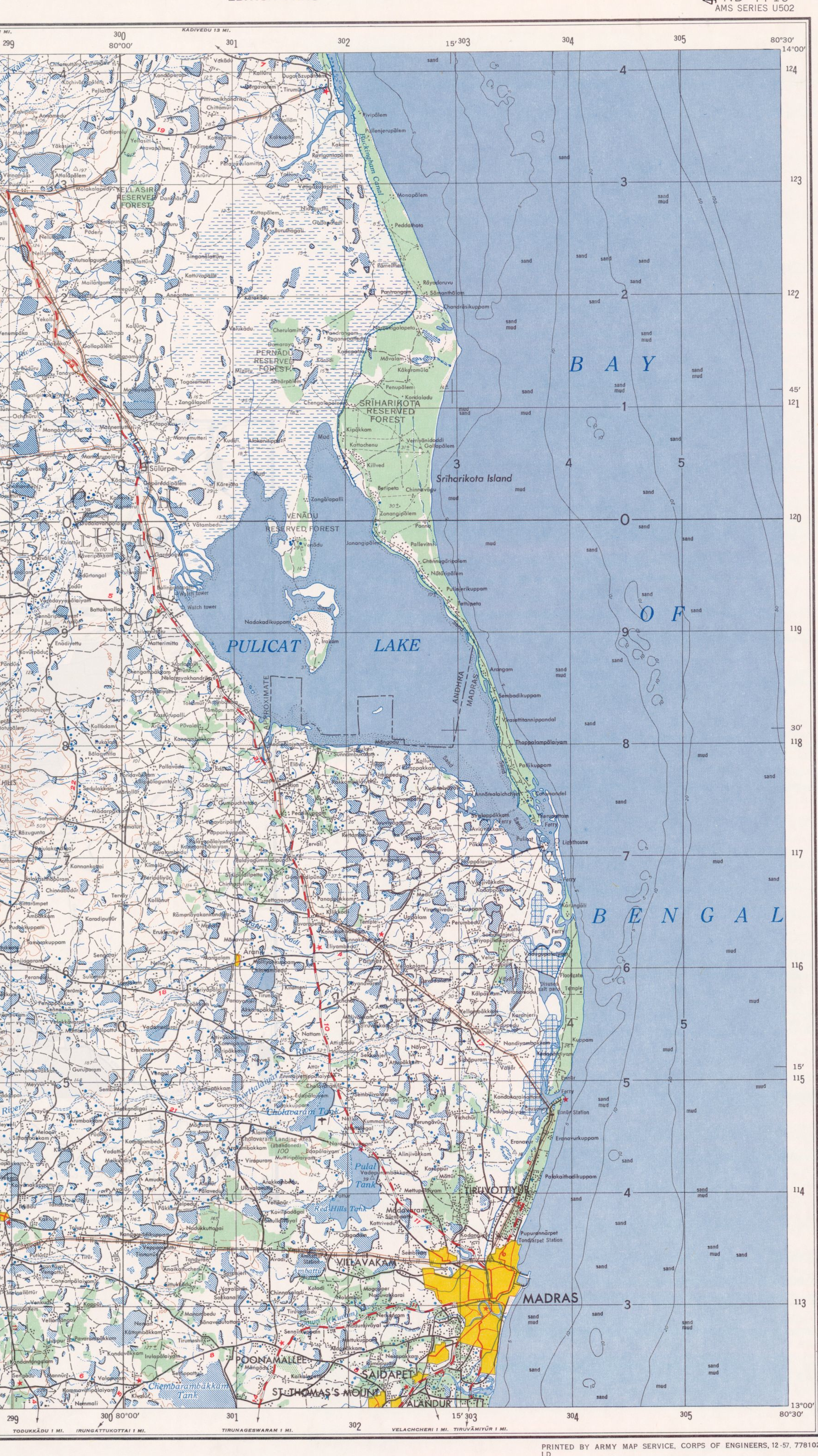
地図

アーンドラ・プラデーシュ州のベンガル湾に面した全長数百キロメートルにも及ぶ巨大なシュリーハリコータの砂州は、プリカット湖とベンガル湾を分離している。

## 概要
インド唯一の人工衛星の射場であるサティシュ・ダワン宇宙センターがありインド宇宙研究機関が多段式ロケットである PSLV や GSLV の人工衛星の打ち上げに使用している。
最寄りの町は Sullurpeta で鉄道の最寄駅がある。急行でチェンナイに接続されている。